# N55 (België)
De N55 is een gewestweg tussen in België tussen Edingen (N7) en Erquelinnes (N40) in Henegouwen. De weg heeft een totale lengte van ongeveer 49 kilometer.
Tussen Houdeng-Gœgnies (A7 E19 E42) en Pont St Vaast (N27) is de weg aangeduid als expresweg en beschikt het over ongelijkvloerse kruisingen en rotondes en bestaat de weg uit 2x2 rijstroken. De rest van de weg bestaat uit twee rijstroken voor beide rijrichtingen samen.

## Plaatsen langs N55
- Edingen
- Marie-Bois
- Patrouille
- Zinnik
- Rouges Terres
- Le Rœulx
- Houdeng-Gœgnies
- Strépy-Bracquegnies
- Saint-Vaast
- Pont St Vaast
- Battignies
- Binche
- Merbes-Sainte-Marie
- Merbes-le-Château

## Aftakkingen

### N55b
De N55b is een aftakking van de N55 in Binche. De weg is ongeveer 1,6 kilometer lang en ligt tussen de aansluiting met de N55/N563 en de N6.
Voordat de N55 rond Binche voltooid was, was dit de route om de N55 te kunnen vervolgen.

### N55c
De N55c is een 180 meter lange verbindingsweg in Zinnik. De weg begint bij de N6 en gaat vervolgens oostwaarts naar de Chaussée de Roeulx. De N55c is een eenrichtingsweg en alleen te berijden van west naar oost. De N55 is op dit stuk (met een grotere lus) alleen van oost naar west te berijden.

### N55d
De N55d is een 125 meter lange verbindingsweg in Merbes-le-Château. De weg begint bij de brug over de Samber en gaat vervolgens naar de N560 toe. Het verkeer wat de N55 wil vervolgen moet hier vervolgens linksaf slaan. De N55d is een eenrichtingsweg en alleen van west naar oost (zuid naar noord) te berijden. De N55 is op dit stuk zelf ook alleen maar te berijden van noord naar zuid.